# Hlavec plochý

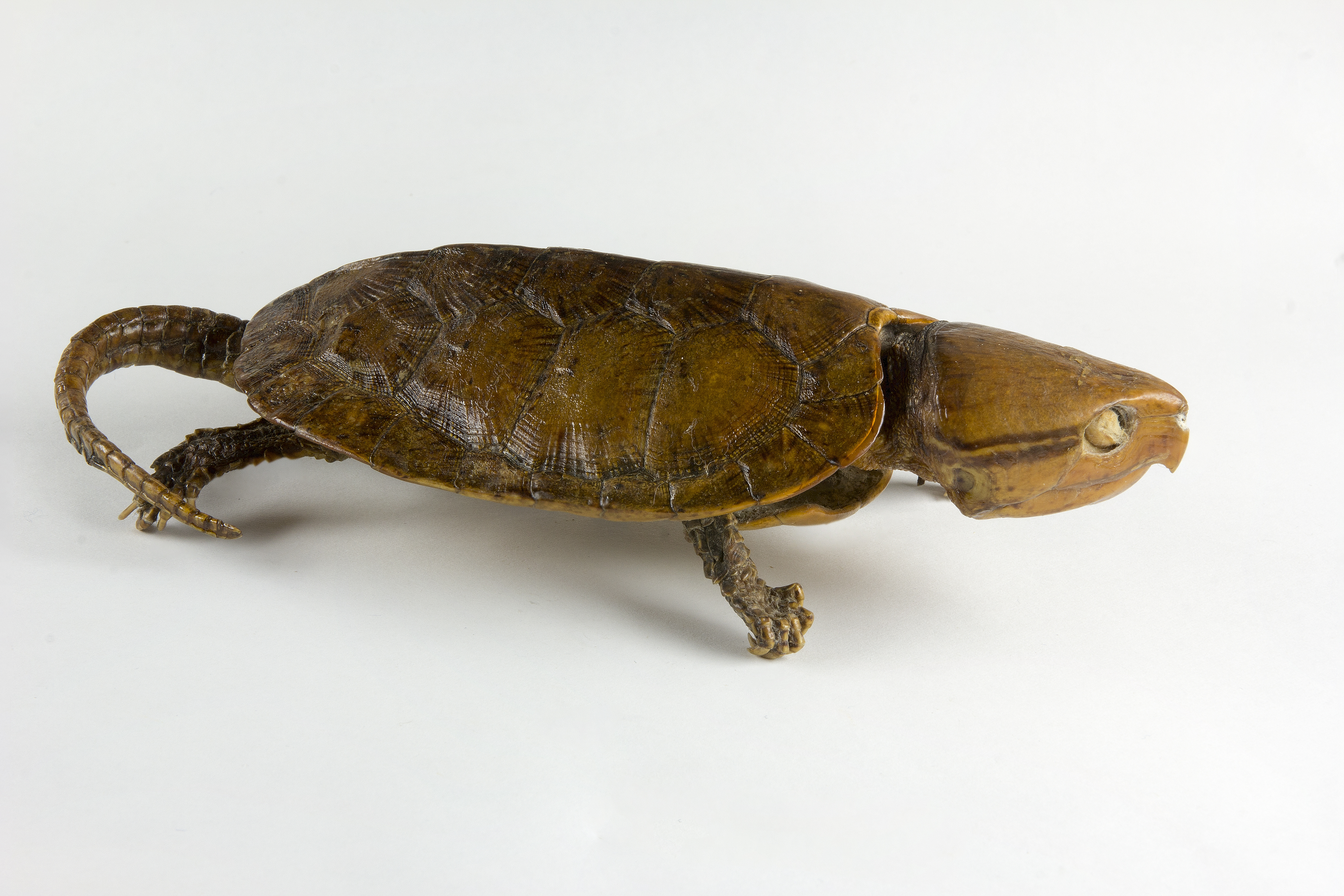
Platysternon megacephalum

Hlavec plochý (Platysternon megacephalum) je druh želvy z monotypického rodu Platysternon, žijící v horských potocích Jihovýchodní Asie včetně ostrova Chaj-nan.
Hlavec má tělo zploštělého tvaru, což je dáno prostředím prudce tekoucích bystřin. Krunýř je dlouhý okolo 20 cm. Za svůj název druh vděčí masivní trojúhelníkové hlavě, která se nevejde pod krunýř a je proto kryta zvláštním kostěným štítem. Hlavec má hákovitou horní čelist, díky níž může rozbíjet pevné schránky korýšů a měkkýšů, kteří jsou jeho hlavní potravou. Zobák, stejně jako silné drápy a dlouhý silný ocas, mu navíc umožňuje přidržovat se kamenů a plazit se tak proti silnému proudu. Dokáže rovněž šplhat po stromech, je však těžkopádný plavec.
Maso hlavce je v asijské kuchyni vyhledávanou specialitou, intenzivní lov z něho učinil kriticky ohrožený druh. Bývá chován také v teráriích, kvůli své bojovnosti ovšem musí být držen stranou od ostatních želv.

## Poddruhy
- P. m. megacephalum
- P. m. peguense
- P. m. shiui